# Piaseczno (obwód wołyński)
Piaseczno (ukr. Пісочне) – wieś na Ukrainie w rejonie kowelskim obwodu wołyńskiego.
W czasie okupacji niemieckiej mieszkająca tutaj ukraińska rodzina Pacholczuków udzielała pomocy Żydowi Jehielowi Wajnsztainowi. W 2021 roku Instytut Jad Waszem uhonorował za to tytułami Sprawiedliwych wśród Narodów Świata Iona i Irynę Pacholczuków.